# Metschnikowiaceae
Metschnikowiaceae T. Kamieński ex Doweld – rodzina grzybów należąca do rzędu Saccharomycetales.

## Systematyka
Pozycja w klasyfikacji według Index Fungorum:  Metschnikowia, Metschnikowiaceae, Saccharomycetales, Saccharomycetidae, Saccharomycetes, Saccharomycotina, Ascomycota, Fungi.
Rodzinę Metschnikowiaceae utworzyli w 2013 r. T. Kamieński i A. Doweld. Według Dictionary of the Fungi należą do niej 2 rodzaje:
- Clavispora Rodr. Mir. 1979
- Metschnikowia T. Kamienski 1900[2].